# Man in Motion
Albums de Night Ranger
Big Life
(1987) Feeding off the Mojo
(1995)
Man in Motion est un album du groupe américain Night Ranger sorti en 1988.

## Titres
- "Man In Motion" (Blades/Gillis) - 4:26
- "Reason To Be" (Keagy/Blades) - 4:10
- "Don't Start Thinking (I'm Alone Tonight)" (Blades/Fitzgerald/Keagy) - 4:42
- "Love Shot Me Down" (Blades) - 4:04
- "Restless Kind" (Blades/Keagy) - 4:40
- "Halfway To The Sun" (Blades) - 5:18
- "Here She Comes Again" (Blades/Bob Halligan Jr/Martin Briley/Michael Bolton) - 4:20
- "Right On You" (Keagy/Blades) - 4:12
- "Kiss Me Where It Hurts" (Gillis/Blades) - 4:33
- "I Did It For Love" (Russ Ballard) - 4:46
- "Woman In Love" (Blades) - 4:43

## Musiciens
- Jack Blades : basse, chant
- Jeff Watson : guitare
- Brad Gillis : guitare
- Alan Fitzgerald : claviers
- Kelly Keagy : batterie, chant